# Розен, Хэролд
Хэролд Розен (англ. Harold A. Rosen, 20 марта 1926, Новый Орлеан, Луизиана, США — 30 января 2017) — американский инженер, известный как «отец геостационарных спутников».

## Биография
Родился в семье Исидора и Анны Веры Розенов, детство пришлось на время Великой депрессии 1930-х годов. Отец был дантистом, мать работала секретарём. С юности интересовался математикой и наукой. В школе собирал детекторные приёмники и увлёкся радиолюбительством. Во время учёбы в колледже осуществлял техническую поддержку для местной радиостанции.
В 1947 году получил степень бакалавра инженерных наук в Тулейнском университете, после чего продолжил образование в Калтехе. В 1948 году получил степень магистра в области электротехники, а 1951-м защитил докторскую диссертацию.
Трудовую карьеру начал в 1948 году в компании Raytheon Manufacturing, крупном поставщике военной техники для министерства обороны США. Восемью годами позже перешёл в компанию Hughes Aircraft (ныне входит в состав корпорации Raytheon), где был вовлечён в развитие мощных широкополосных бортовых самолётных РЛС, включая передатчики, антенны сопровождения и общий дизайн систем. Начиная с 1961 года в подразделении компании Hughes Space and Communications Group по заказу НАСА активно развивалась программа Syncom по разработке спутников связи на геосинхронных орбитах. Руководил разработкой Хэролд Розен. Первым спутником, успешно выведенным на геостационарную орбиту, был Syncom-3, запущенный НАСА в августе 1964 года. Артур Кларк за эту работу назвал Розена «одним из двух отцов спутниковой связи» (наряду с Джоном Пирсом).
В последующие годы под его руководством запускались спутники серии ATS, функционировавшие на орбитах более 15 лет. Хэролд Розен консультировал компанию Boeing в разработке новых спутниковых систем. Розен получил более 60 патентов и написал множество статей на профессиональные темы.

## Награды и признание
- 1968 год — Премия за аэрокосмическую связь от Американского института аэронавтики и астронавтики (AIAA)[англ.][4];
- 1973 год — Премия за космические системы от AIAA[5];
- 1976 год — Международная премия Ларса Магнуса Эрикссона за коммуникации, вручаемая королём Швеции;
- 1982 год — Золотая медаль имени Александра Грэма Белла[6];
- 1985 год — Национальная медаль США в области технологий и инноваций[7];
- 1985 год — C&C Prize;
- 1995 год — Премия Чарльза Старка Дрейпера «за развитие технологии спутниковой связи»[8].